# آدم غلاس
آدم غلاس (بالإنجليزية: Adam Glass)‏ هو كاتب سيناريو ومنتج أفلام أمريكي، ولد في 12 أغسطس 1968 في ديكاتور في الولايات المتحدة.

## وصلات خارجية
- آدم غلاس على موقع IMDb (الإنجليزية)
- آدم غلاس على موقع قاعدة بيانات الفيلم (الإنجليزية)